# اچ‌ام‌اس ملامپوس (۱۷۸۵)
اچ‌ام‌اس ملامپوس (۱۷۸۵) (به انگلیسی: HMS Melampus (1785)) یک کشتی است که طول آن ۱۴۱ فوت (۴۳٫۰ متر) می‌باشد. این کشتی در سال ۱۷۸۵ ساخته شد.